# Galleria nazionale della Puglia
La Galleria nazionale della Puglia « Girolamo e Rosaria De Vanna » est une pinacothèque située à Bitonto, ville métropolitaine de Bari dans la région des Pouilles en Italie méridionale.
Elle est située dans le palais Sylos-Calò (it), villa de la Renaissance construite dans la première moitié du XVIe siècle. Le musée a été inauguré le 18 avril 2009.

## Collections

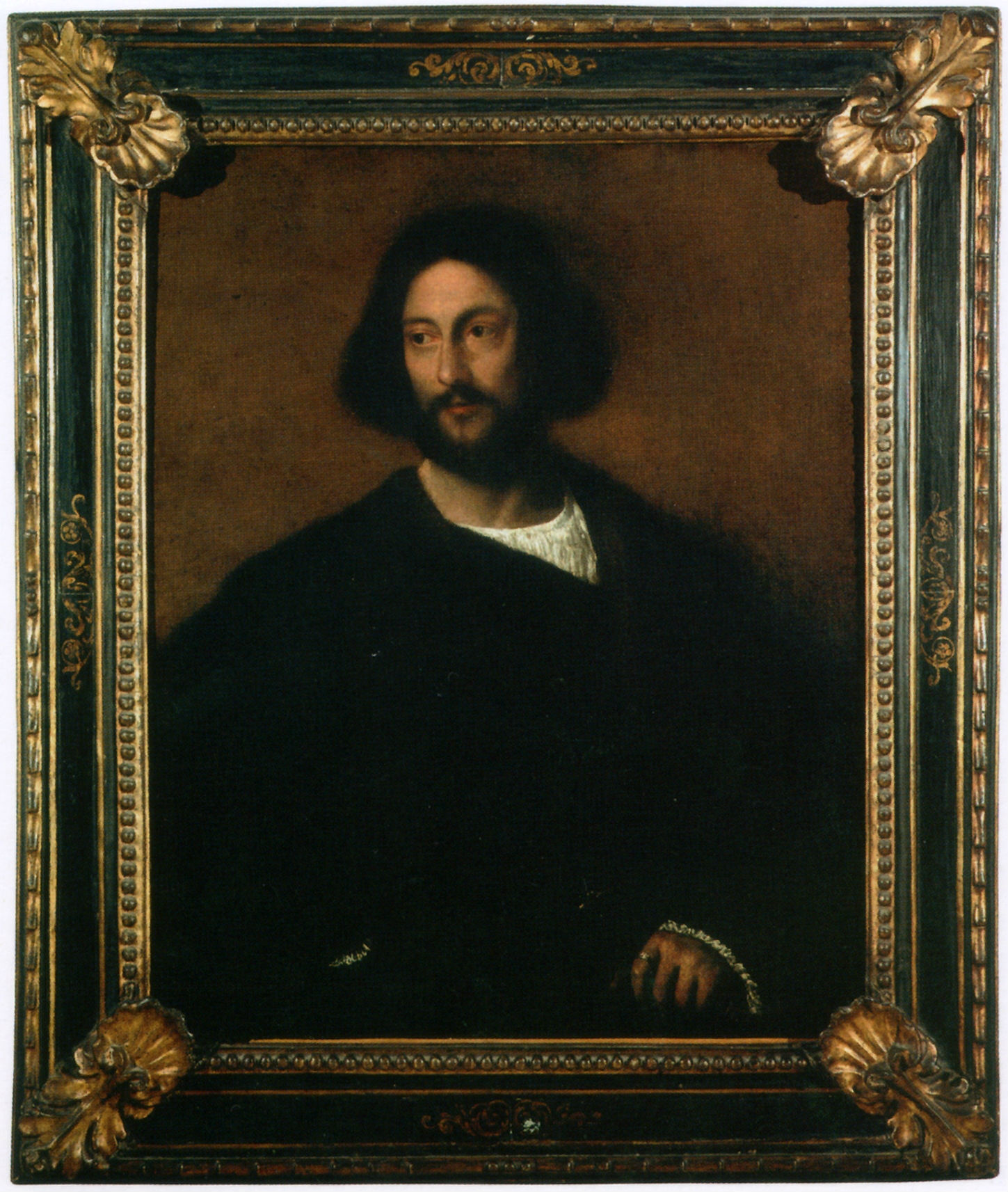
Titien, Portrait d'un gentilhomme, 1550-60, Bitonto, Galleria nazionale della Puglia

Elle conserve des œuvres provenant principalement du Sud mais aussi du reste de l'Italie et de l'étranger. En particulier des œuvres du Titien, Paul Véronèse, Orazio et Artemisia Gentileschi, Bernardino Mei, Giaquinto, Delacroix, Giuseppe De Nittis et Francesco Netti.